# Tatrekonstruktion (Österreich)
Bei der Tatrekonstruktion werden die Aussagen einer Person im Zuge einer Vernehmung durch das Nachstellen des wahrscheinlichen Verlaufs der Tat am Tatort oder an einem anderen mit der Straftat im Zusammenhang stehenden Ort überprüft. Häufig werden diese Vorgänge durch Bild- und Tonaufnahmen dokumentiert, um vor allem im späteren Beweisverfahren (Teil des Hauptverfahrens) vorgeführt zu werden. Diese müssen die gesamte Vernehmung und nicht nur einen Bruchteil beinhalten, um den gesamten Kontext zu veranschaulichen. Im Gesetz ist die Tatrekonstruktion zusammen mit dem Augenschein im ersten Absatz des § 149 der österreichischen Strafprozessordnung (StPO) definiert.
Die Tatrekonstruktion erfolgt auf Antrag der Staatsanwaltschaft durch das Gericht (§ 149 Abs. 3 StPO).
Um die Parteienrechte zu wahren, ist der Staatsanwaltschaft, dem Beschuldigten, dem Opfer, dem Privatbeteiligten sowie deren Vertretern die Gelegenheit zu geben, sich an der Tatrekonstruktion zu beteiligen. Sie haben das Recht, Fragen zu stellen sowie ergänzende Ermittlungen und Feststellungen zu verlangen. Soweit die Kriminalpolizei nicht an der Durchführung beteiligt wird, ist sie vom Termin zu verständigen (§ 150 Abs. 1 StPO). Ausnahmen gelten in folgenden Fällen (§ 150 Abs. 2 StPO):
- der Beschuldigte kann von der Teilnahme vorübergehend ausgeschlossen werden, wenn seine Anwesenheit den Zweck des Verfahrens gefährden könnte oder besondere Interessen dies erfordern;
- dem Opfer und dem Privatbeteiligten ist die Beteiligung vorübergehend zu versagen, wenn zu besorgen ist, dass seine Anwesenheit den Beschuldigten oder Zeugen bei der Ablegung einer freien und vollständigen Aussage beeinflussen könnte. In diesen Fällen ist den betroffenen Beteiligten sogleich eine Kopie des Protokolls zu übermitteln.

Ausgenommen ist der Verteidiger, der nie von der Beteiligung auszuschließen ist.
Auf die Vorführung der Bild- und Tonaufnahmen kann im Hauptverfahren vor Gericht durch Einvernehmen der Parteien verzichtet werden.
Manchmal kann eine Tatrekonstruktion auch erst in der Hauptverhandlung durch das Gericht vorgenommen werden, indem die Verhandlung an Ort und Stelle stattfindet, was z. B. bei Verkehrsunfällen häufig der Fall ist.